# Projekt 122bis
Projekt 122bis (v kódu NATO třída Kronshtadt) je třída velkých hlídkových člunů a stíhačů ponorek sovětského námořnictva z doby studené války. Postaveno bylo 227 jednotek této třídy. Přibližně padesát plavidel bylo předáno zahraničním uživatelům, kterými byla Albánie, Bulharsko, Čínská lidová republika, Egypt, Indonésie, Kuba, Polsko a Rumunsko.

## Stavba
Plavidla této třídy byla stavěna v letech 1946–1956. Celkem bylo postaveno 227 jednotek této třídy a dalších devět nebylo dokončeno.

## Konstrukce
Plavidla nesla jeden dvouúčelový 85mm kanón 90K, dva 37mm dvoukanóny 70K, tři zdvojené 12,7mm kulomety (později využívány i 14,5mm kulomety). K ničení ponorek sloužily dvě skluzavky hlubinných pum a dva raketové vrhače hlubinných pum RBU-900, během služby u některých lodí nahrazené výkonnějšími typy RBU-1800, nebo RBU-2500. Pohonný systém tvořily tři diesely General Motors 12-278-A o výkonu 3300 hp, roztáčející tři lodní šrouby s pevnými lopatkami. Nejvyšší rychlost dosahovala dvacet uzlů.

## Uživatelé
Albánie
- Albánské námořnictvo – 6 jednotek[1]

 Bulharsko

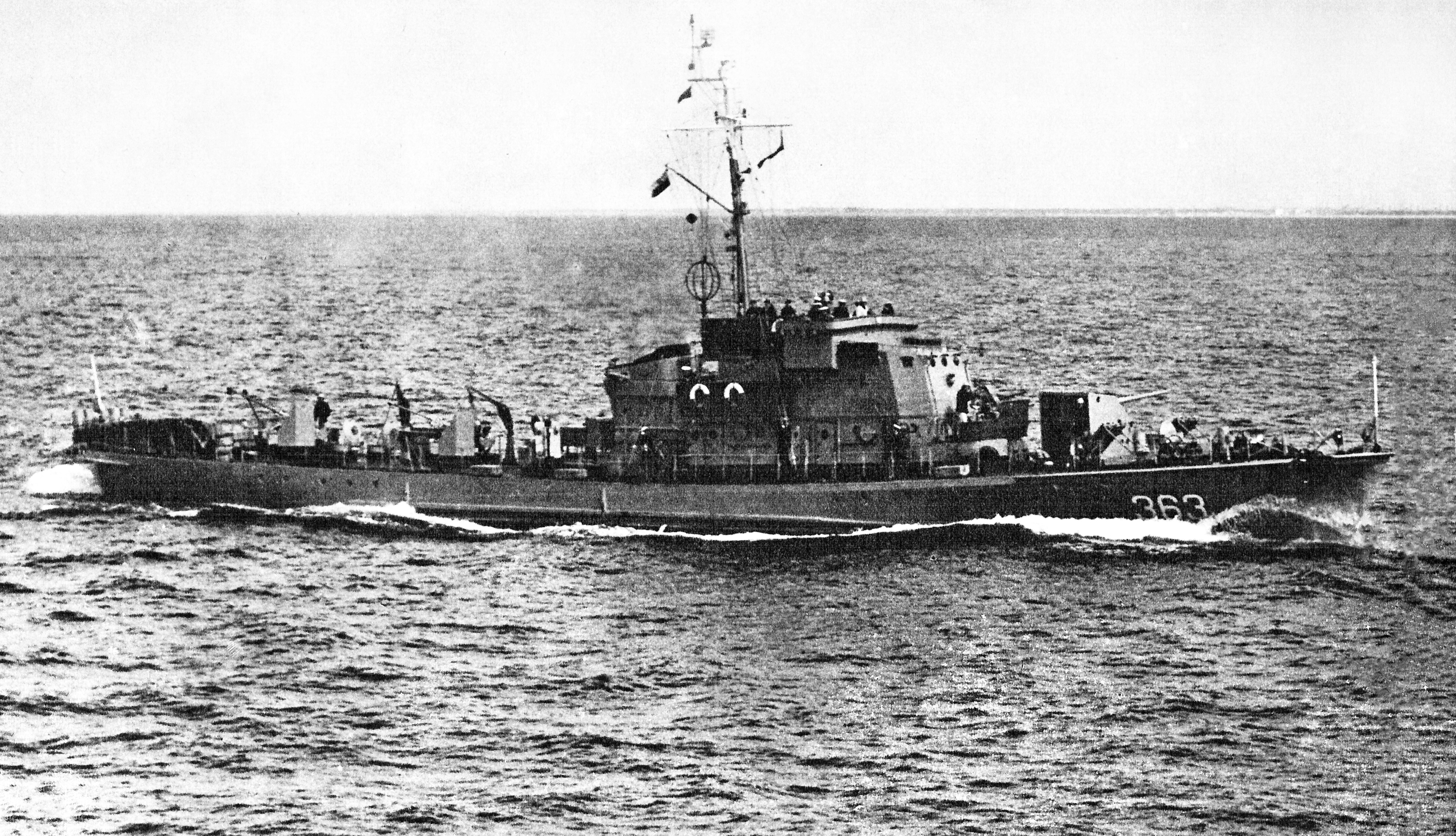
Polské plavidlo ORP Zawziety

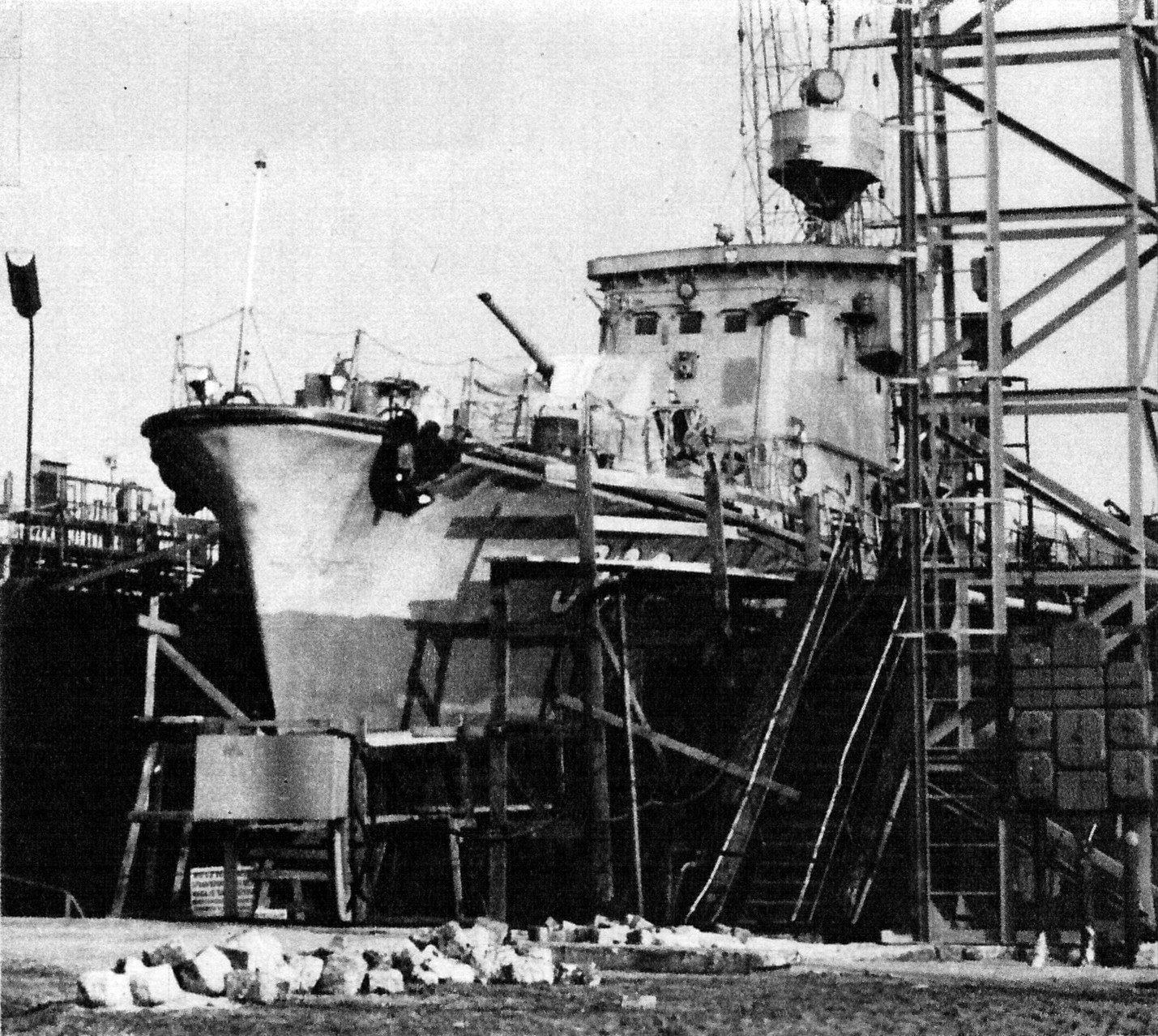
Polské plavidlo projektu 122bis v doku

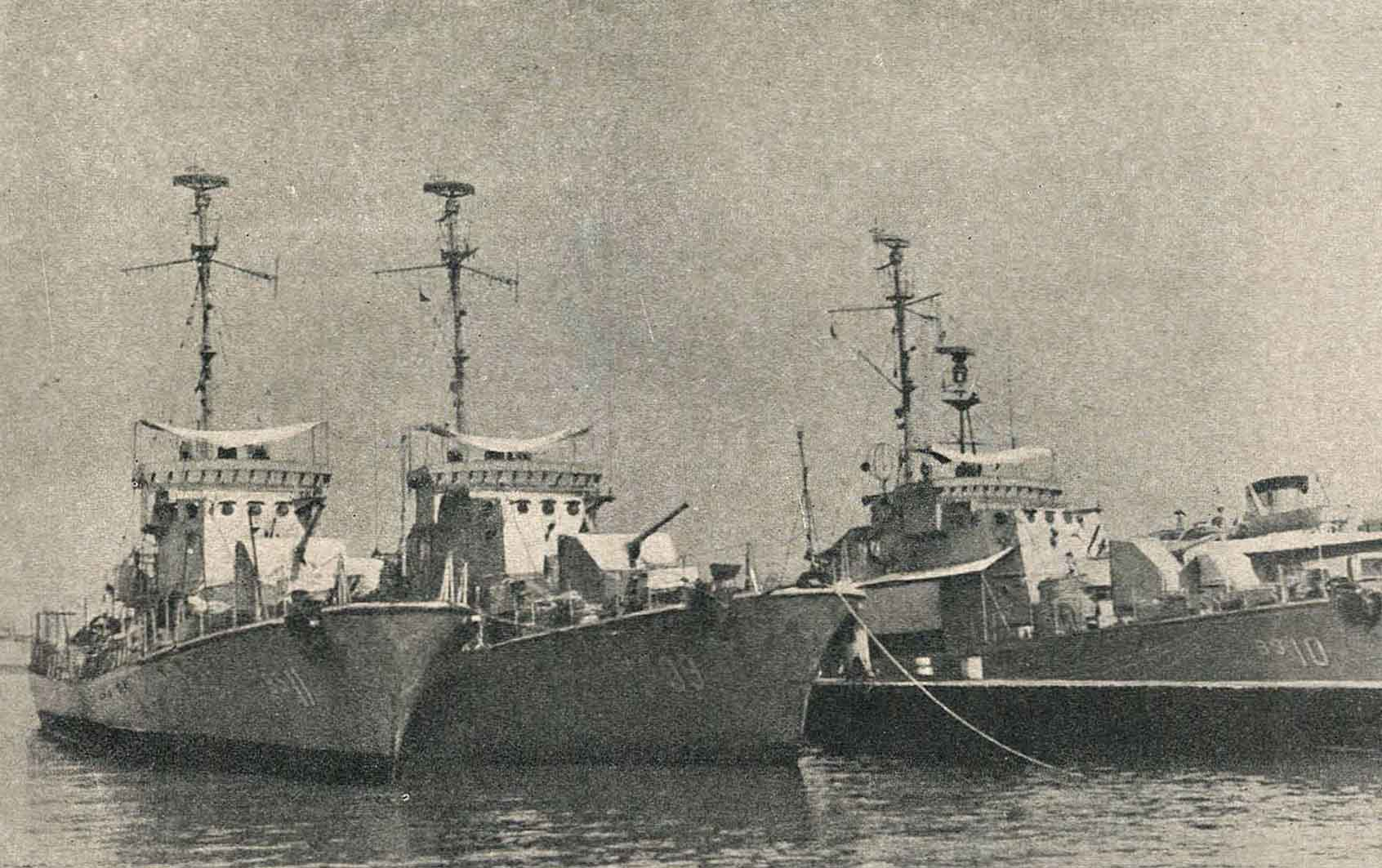
Indonéská plavidla projektu 122bis

- Bulharské námořnictvo – 2 jednotky[1]

 Čína
- Námořnictvo Čínské lidové osvobozenecké armády – 10 jednotek[1]

 Egypt
- Egyptské námořnictvo – 2 jednotky[1]

 Indonésie
- Indonéské námořnictvo – 14 jednotek[1]

 Kuba
- Kubánské revoluční námořnictvo – jednotek

 Polsko
- Polské námořnictvo – 8 jednotek[1]

 Sovětský svaz
- Sovětské námořnictvo

 Rumunsko
- Rumunské námořnictvo – 3 jednotky[1]